# Cryoturris citronella
Cryoturris citronella é uma espécie de gastrópode do gênero Cryoturris, pertencente à família Mangeliidae.